# John Regis
John Regis (* 13. října 1966) je bývalý britský atlet, sprinter, mistr Evropy v běhu na 200 metrů z roku 1990.

## Sportovní kariéra
Jeho první úspěšnou sezónou byl rok 1987 – na halovém mistrovství Evropy a na světovém šampionátu v Římě získal bronzovou medaili v běhu na 200 metrů. V roce 1988 byl v Soulu členem stříbrné britské štafety na 4 × 100 metrů. O rok později zvítězil v běhu na 200 metrů na halovém mistrovství světa, na halovém mistrovství Evropy v této disciplíně skončil druhý. Nejvíce úspěchů zaznamenal na mistrovství Evropy ve Splitu v roce 1990 – zvítězil v běhu na 200 metrů, na poloviční trati získal bronzovou medaili. Byl zároveň členem britské štafety na 4 × 100 metrů, která skončila třetí, štafeta na 4 × 400 metrů, jejímž byl také členem, zvítězila.
Tokijský světový šampionát v roce 1991 pro něj znamenal bronzovou medaili ze sprinterské štafety a titul mistra světa ve štafetě na 4 × 400 metrů. Při svém druhém olympijském startu v Barceloně v roce 1992 získal bronzovou medaili jako člen britské štafety na 4 × 400 metrů. Ze světového šampionátu ve Stuttgartu v roce 1993 si odvezl dvě stříbrné medaile za druhá místa v běhu na 200 metrů a ve štafetě na 4 × 100 metrů.

## Osobní rekordy
- 100 metrů – 10,15 s (1993)
- 200 metrů – 19,87 s (1994)
- 400 metrů – 45,48 s (1993)